# Pinassschiff

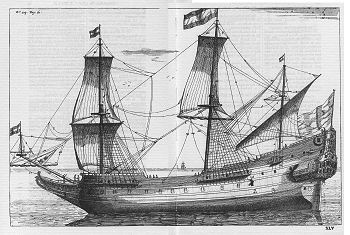
Abbildung einer älteren holländischen „Pinas“

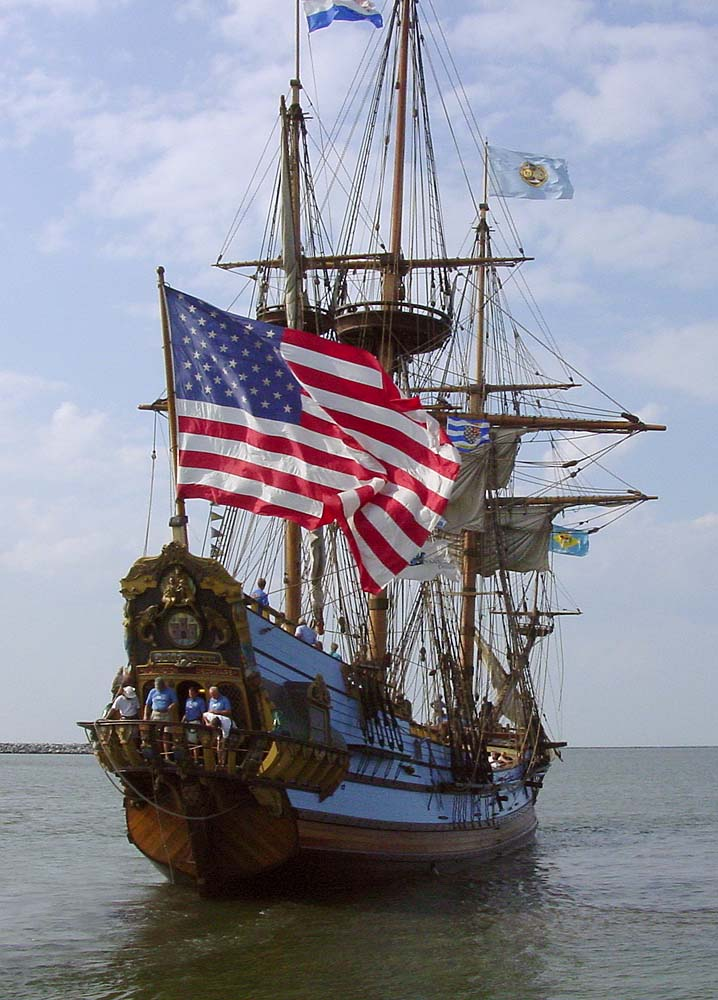
Replik des holländischen Pinassschiffes Kalmar Nyckel von 1625

Das Pinassschiff, im Original Pinas genannt, war im Ursprung ein aus den Niederlanden stammender dreimastiger Schiffstyp  des 17. Jahrhunderts, der vorwiegend als schwer bewaffnetes Handelsschiff im Ostindienhandel oder bei Dreiecksfahrten im Amerikahandel eingesetzt wurde. Da die Pinassschiffe oft auch für die Handelsfahrt in süd- und südostasiatische Gewässer eingesetzt waren, zählt das Pinassschiff  zu den älteren Schiffstypen die unter dem Sammelbegriff Ostindienfahrer zusammengefasst werden. Da Pinassschiffe sehr schnelle, wendige Segler mit geringem Tiefgang waren und über ein Kanonendeck verfügten, wurde dieser Schiffstyp aber auch für militärische Zwecke genutzt und von Piraten oder Freibeutern eingesetzt.

## Verbreitung und Einsatz
Mit dem verstärkt aufkommenden Überseehandel im Goldenen Zeitalter der Niederlande im 17. Jahrhundert wuchs die Notwendigkeit für ökonomische, aber gleichzeitig wehrhafte und für die warmen äquatorialen Gewässer geeignete Handelsschiffe. Die europäische Fahrt dominierte der Schiffstyp der Fleute als effektivstes und am meisten verbreitetes Handelsschiff. Allerdings war dieser Schiffstyp durch den stark gewölbten Rumpf und das Rundgatt weniger gut für den Einsatz in den warmen äquatorialen Zonen geeignet. Mit dem Pinassschiff wurden die technischen Vorteile der Fleute an diese Notwendigkeit angepasst. Konstruiert als schnelles schwer bewaffnetes Transport- und Handelsschiff, das in der Lage ist, sich selbst gegen kleinere Kriegsschiffe, Freibeuter und Piraten zu verteidigen, wurden die Pinassschiffe zum bevorzugten Handelsschiff im überseeischen Stückgut- und Sklavenhandel. Die Niederländische Ostindien-Kompagnie (V.O.C.) benutzte anfänglich yachtähnliche Pinassen. Diese kleineren aber hochseetauglichen Schiffe wurden als Begleitschutz, zu Kurierdiensten und für Transportfahrten auch in den überseeischen Gebieten eingesetzt. Dieser Schiffstyp wurde schrittweise vergrößert und weiterentwickelt, so dass mit der Zeit große Pinassschiffe, die Vorläufer der Spiegelretourschiffe, entstanden. Die Pinassschiffe wurden im 16. und 17. Jahrhundert vor allem von den Niederlanden, England und Frankreich, aber auch von den Seefahrernationen an der Nord- und Ostseeküste gebaut und eingesetzt.

## Entwicklung und Merkmale

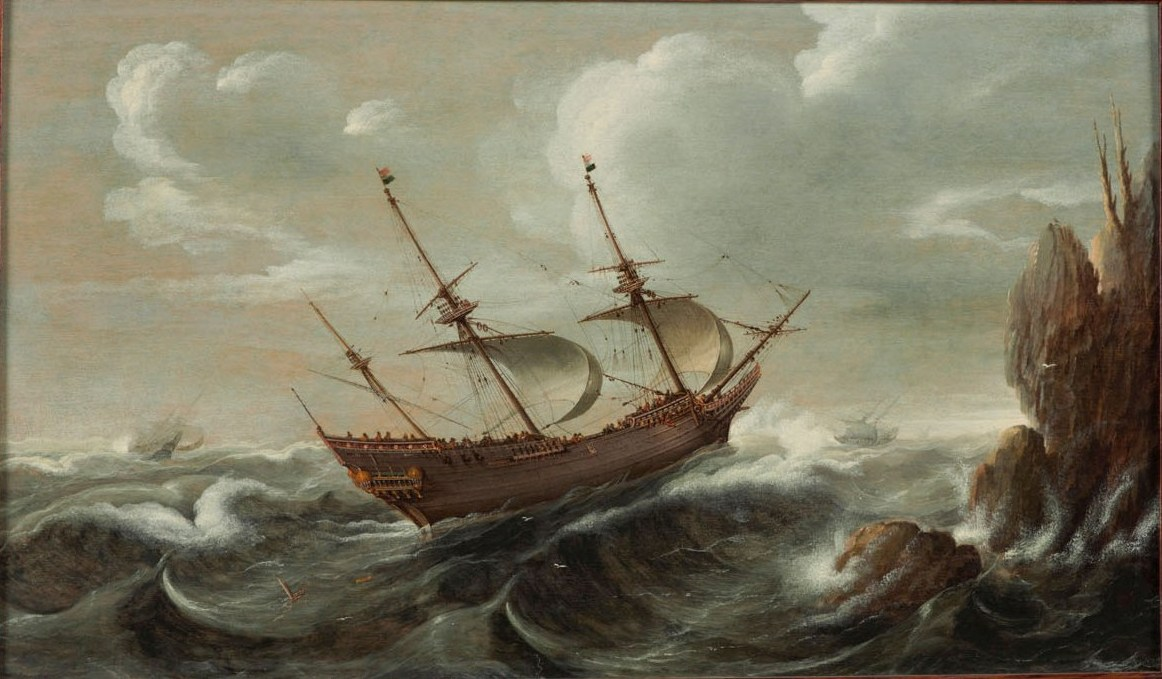
Holländisches Pinassschiff in aufgewühlter See; Cornelis Verbeeck; 1625

Als Übersee-Handelsschiff war das Pinassschiff stark nach ökonomischen Gesichtspunkten konstruiert. In weiten Teilen lehnt sich die Konstruktion an den Aufbau einer Fleute, dem erfolgreichsten Schiffstyp der damaligen Zeit an. Aus diesem Grund wird das Pinassschiff, je nach Betrachtungsweise, auch als Unterklassifizierung der Fleute geführt. Bei den Anpassungen dieser Konstruktion an die Notwendigkeiten im Überseehandel bedienten sich die Konstrukteure allerdings auch Merkmalen der englischen Galeone. So hat dieser Schiffstyp ein Spiegelheck, das bis unter die Wasserlinie reicht und eine deutlich weniger konkav ausgeprägte Bordwand hin zu den Aufbauten. Aus diesem Grund wird das Pinassschiff auch gerne mit einer Galeone jüngerer Bauart verwechselt. Dass es sich bei dem Pinassschiff jedoch nicht um eine Weiterentwicklung der Galeone handelt, sieht man am deutlichsten am  Querschnitt des Schiffes, der bis zum Ansatz der konkaven Seitenwände der Aufbauten nahezu rund ist. Gleich der Fleute hatte das Pinassschiff einen geringen, an die flachen niederländischen Häfen angepassten Tiefgang. Dennoch besaß dieser Schiffstyp im Verhältnis zur Gesamtgröße ungewöhnlich hohe Masten. Die Rahen waren im Vergleich zu einer Galeone kürzer und die Segel damit erkennbar schmaler und höher. An den beiden Vormasten trug das Pinassschiff zwei Rahsegel, auf dem Achtermast ein Rah- und ein Lateinersegel und auf dem Bugspriet eine Blinde. Später bekam das Pinassschiff ein drittes Rahsegel und der Bugspriet eine Oberblinde.
Im Gegensatz zur Fleute verfügte das Pinassschiff über ein durchgehendes Haupt- und Kanonendeck mit Stückpforten. Die Bewaffnung bestand aus 18 bis 36 Geschützen. Ausgeführt als Kriegsschiffe oder Piratenjäger verfügten sie über ein zusätzliches Batteriedeck unter dem Hauptdeck. Allerdings wurden die Pinassschiffe auf der Handelsfahrt oft zugunsten der Ladung nicht voll bewaffnet. Das bedeutete, dass ein Angreifer erst beim Öffnen der Stückpforten wusste, wie schwer die Bewaffnung des Pinassschiffs tatsächlich war.

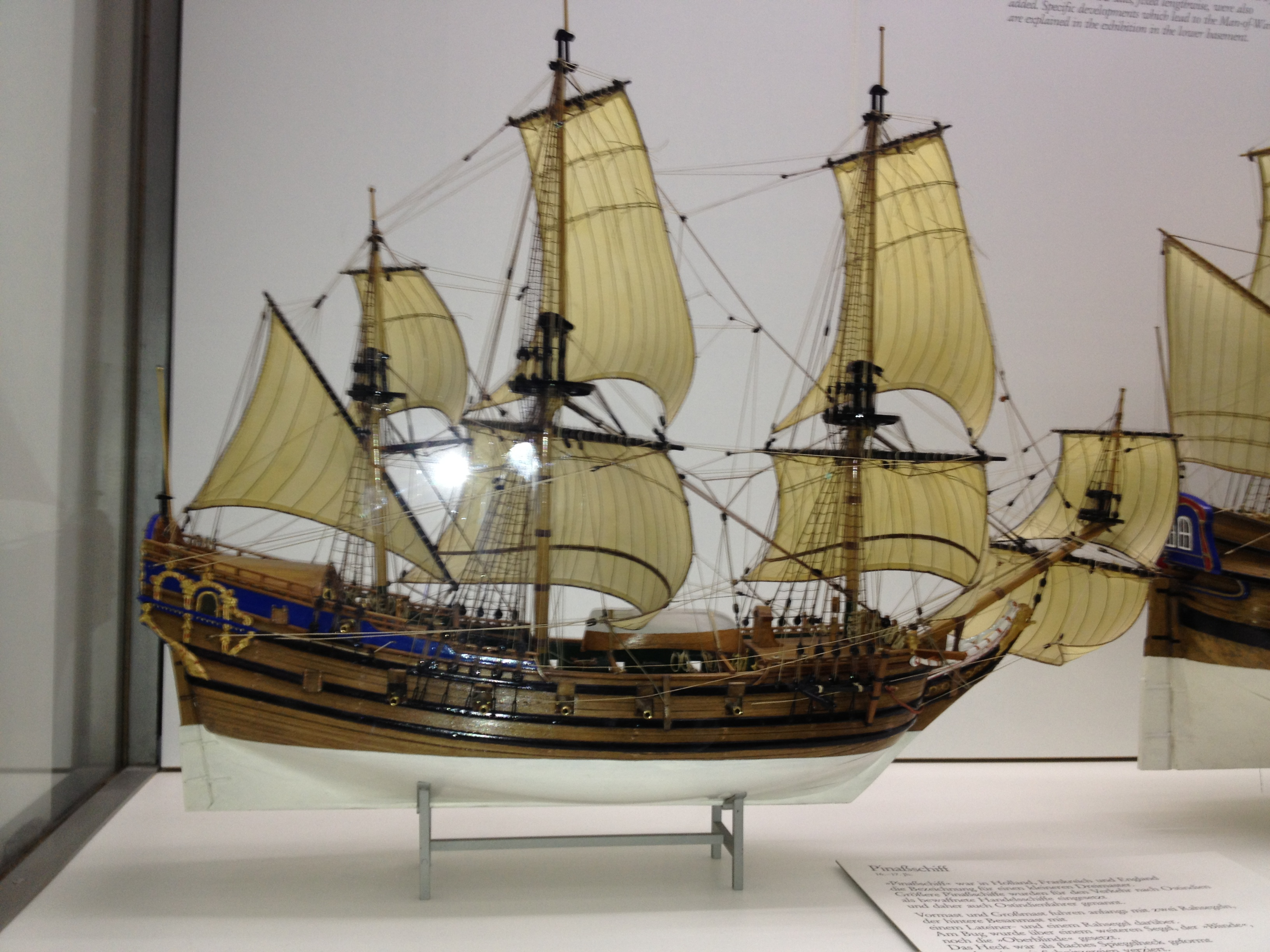
Modell einer jüngeren holländischen „Pinas“ im Deutschen Museum

In Richtung Heck stieg das Deck an, wie in der damaligen Zeit bei vielen Schiffstypen üblich. Abgeschlossen wurde das Pinassschiff mit einem Heckaufbau, der bis unter die Wasserlinie mit einer dekorativen Spiegelwand mit Heckgalerie versehen war. Achtern verfügten die Pinassschiffe meist über ein zusätzliches Halbdeck.  Konstruktiv waren die Aufbauten jedoch deutlich stärker in die Rumpfkonstruktion integriert, als die blockhaft aufgesetzten Kastelle der Karavellen oder Galeonen. Im Vergleich zur Fleute waren die Decks jedoch weniger nach innen verjüngt und damit breiter. Das Verhältnis von Länge über alles zur Breite betrug bei einem Pinassschiff, gleich der Fleute, in etwa 4,6:1, während es sich bei einer Galeone etwa 4,0:1 belief, bei einer Karacke sogar nur auf 3,0:1. Faktisch war es damit ein für seine Zeit sehr schlankes Schiff. Dieser Eindruck dürfte durch die hohen Masten und die schmalen Segel noch verstärkt worden sein.
Die Länge eines Pinassschiffes betrug in der Regel zwischen 22 und 48 m und die Tonnage 50 bis 1.200 Tonnen. Sie hatten je nach Bewaffnung eine Besatzung von 20 bis 250 Mann.

## Bekannte Schiffe dieses Typs
- Die Kalmar Nyckel (auch Calmare Nyckel) war ein 1625 in Holland gebautes bewaffnetes Handelsschiff, das hauptsächlich schwedische Siedler in die „Neue Welt“ brachte.
- Das englische Schiff Whydah [ˈwɪdɑ] wurde 1716 als Sklaventransporter gebaut und beförderte unter dem Seeräuber Sam Bellamy den größten bekannten Piratenschatz aller Zeiten.
- Das französische Schiff La Concorde wurde 1709 als Freibeuterschiff gebaut, später als Sklavenschiff genutzt. Es erlangte unter dem Namen Queen Anne’s Revenge als Flaggschiff des Piraten Blackbeard weltweite Bekanntheit.
- Die Berlin war ein 1674 in Seeland (Niederlande) für Benjamin Raule gebautes und an Kurfürst Friedrich Wilhelm v. Brandenburg, den Großen Kurfürsten, verchartertes Pinassschiff das als Kriegsschiff Dienst tat. Das Schiff wird oft fälschlich als Fregatte geführt.